# Jean-François Marceau
Jean-François Marceau (26 de septiembre de 1976) es un deportista canadiense que compitió en judo.
Ganó una medalla en los Juegos Panamericanos de 2003 y tres medallas en el Campeonato Panamericano de Judo entre los años 2000 y 2003.

## Palmarés internacional
| Juegos Panamericanos    | Juegos Panamericanos            | Juegos Panamericanos | Juegos Panamericanos |
| Año                     | Lugar                           | Medalla              | Categoría            |
| ----------------------- | ------------------------------- | -------------------- | -------------------- |
| 2003                    | Santo Domingo (Rep. Dominicana) | Medalla de bronce    | –73 kg               |
| Campeonato Panamericano |                                 |                      |                      |
| Año                     | Lugar                           | Medalla              | Categoría            |
| 2000                    | Orlando (Estados Unidos)        | Medalla de plata     | –73 kg               |
| 2002                    | Santo Domingo (Rep. Dominicana) | Medalla de bronce    | –73 kg               |
| 2003                    | Salvador (Brasil)               | Medalla de bronce    | –73 kg               |